# Señorío de Annandale
El señorío de Annandale fue un dominio condal del reino de Escocia, establecido por David I de Escocia alrededor de 1124 para el Clan de Bruce.

## Historia
El título fue creado por David I de Escocia para Robert de Brus, un caballero normando de su séquito, a quien se le concedió el señorío de la región de Annandale en los Scottish Borders. Inicialmente poco importante, el clan Bruce llegó a ser con el tiempo una de las familias más influyentes del reino de Escocia, a partir del matrimonio de Robert de Brus, IV señor de Annandale con Isobel de Huntingdon, nieta de Enrique de Escocia y sobrina del rey Guillermo I de Escocia.
Con la llegada al trono de Robert de Brus, VII Señor de Annandale, el feudo fue absorbido por la Corona de Escocia y entregado en 1312 a Thomas Randolph, VIII señor de Annandale.
El dominio de Annandale se mantuvo en propiedad de la familia Randolph y después de su descendiente George de Dunbar, XII señor de Annandale,  de 1369 a 1401, cuando fue conquistado por la Casa de Douglas, en 1409.
Después de los acontecimientos de 1440 en la conocida como «cena del toro negro», en la que William Douglas, sexto conde de Douglas, y su hermano fueron detenidos y después decapitados tras una cena con el rey Jacobo II de Escocia, el título volvió a la Corona para ser entregado en 1455 a Alejandro Estuardo, XVI señor de Annandale. Su hijo Juan Estuardo fue el último señor de Annandale, tras cuya muerte sin descendencia, en 1536, dejó el título extinto, siendo recreado solo parcialmente en 1625 como condado y posteriormente asociado al de Hartfeel, como condado de Annandale y Hartfell, en 1661.

## Poseedores del título

### Señorío de Annandale, 1ª creación (1124)
- Robert de Brus, I señor de Annandale, aproximadamente entre 1113 y 1124 hasta 1138.
- Robert de Brus, II señor de Annandale, desde 1138 hasta 1194.
- William de Brus, III señor de Annandale, de 1194 hasta aproximadamente 1211–1212.
- Robert de Brus, IV señor de Annandale, desde 1211–1212 hasta entre 1226 y 1233.
- Robert de Brus, V señor de Annandale, entre 1226–1233 hasta 1292; renunció al señorío de Annandale con la llegada de Juan de Balliol al trono en 1292.
- Robert de Brus, VI señor de Annandale, de 1292 a 1295.
- John III Comyn, señor de Badenoch, de 1295 a 1296; Annandale fue incautada y otorgada a John tras la negativa de Robert a asistir al ejército escocés.
- Robert de Brus, VI señor de Annandale (restaurado): 1296–1304.
- Robert de Brus, VII Señor de Annandale (quien sería el rey Roberto I de Escocia), de 1304 a 1312.

### Señorío de Annandale, 2ª creación (1312)
- Thomas Randolph, VIII señor de Annandale, de 1312 a 1332.
- Thomas Randolph, IX señor de Annandale, en 1332.
- John Randolph, X señor de Annandale, de 1332 a 1346.
- Agnes Randolph, XI señora de Annandale, de 1346 a 1369 (casada con Patrick Dunbar, IX conde de Dunbar).
- George de Dunbar, XII señor de Annandale, de 1369 a 1401/1409 (aunque bajo control parcial inglés hasta 1384; fue derrotado por los Douglas en 1401 tras pasarse al bando inglés; el control Douglas fue confirmado en 1409).
- Archibald Douglas, XIII señor de Annandale, desde 1401/1409 hasta 1424.

### Señorío de Annandale, 3ª creación (1409)
- Archibald Douglas, XIII señor de Annandale, desde 1401/1409 hasta 1424.
- Archibald Douglas, XIV señor de Annandale, de 1424 a 1439.
- William Douglas, XV señor de Annandale, de 1439 a 1440.

### Señorío de Annandale, 4ª creación (1455)
- Alejandro Estuardo, XVI señor de Annandale, de 1455 a 1485.
- Juan Estuardo, XVII señor de Annandale (posiblemente), de 1485 a 1536.